# Ullrich H. Kasten
Ullrich H. Kasten (14. April 1938 in Arnswalde – 26. Februar 2024 in Berlin) war ein deutscher Regisseur, Autor und Dokumentarfilmer; er hat eine ganze Reihe von Dokumentarfilmen und Filmbiografien gedreht und wurde dafür mehrfach ausgezeichnet.
Von 1962 bis 1991 arbeitete er als Regisseur und Autor beim Deutschen Fernsehfunk der DDR. Zusammen mit Fred Gehler entstanden 93 filmische Porträts von Filmschaffenden. Seit 1992 war er beim Ostdeutschen Rundfunk Brandenburg (ORB) tätig.
Er war unter anderem Autor zweier Filme über den Romanisten Victor Klemperer und eines Porträts über Johannes R. Becher. Weiterhin drehte er ein Filmporträt über Hitler und Stalin.

## Preise und Auszeichnungen
- Sonderpreis „Kultur“ des Grimme-Preis 2001 des Landes NRW (2001) für den Film Über den Abgrund geneigt
- Grimme-Preis 2004

## Veröffentlichungen
- mit Fred Gehler: Friedrich Wilhelm Murnau, Henschelverlag, Kunst u. Gesellschaft, Berlin 1990, ISBN 978-3-362-00373-5.